# Oasis & The 77 Puppets
|  | Denne artikel er oprettet af botten PalnaBot ud fra en ekstern database. Den kan derfor have sproglige fejl eller mangler. Denne skabelon kan fjernes efter kontrol af indholdet. |

Oasis & The 77 Puppets er en film instrueret af Helene Kjeldsen.

## Handling
En musikvideo med 77 animerede marionetdukker. I centrum er marionetdukke bandet, der spiller Oasis' "Don't look back in Anger" sammen med dansende dukker i fri fortolkning af tekst og musik.